# Perlite (edilizia)

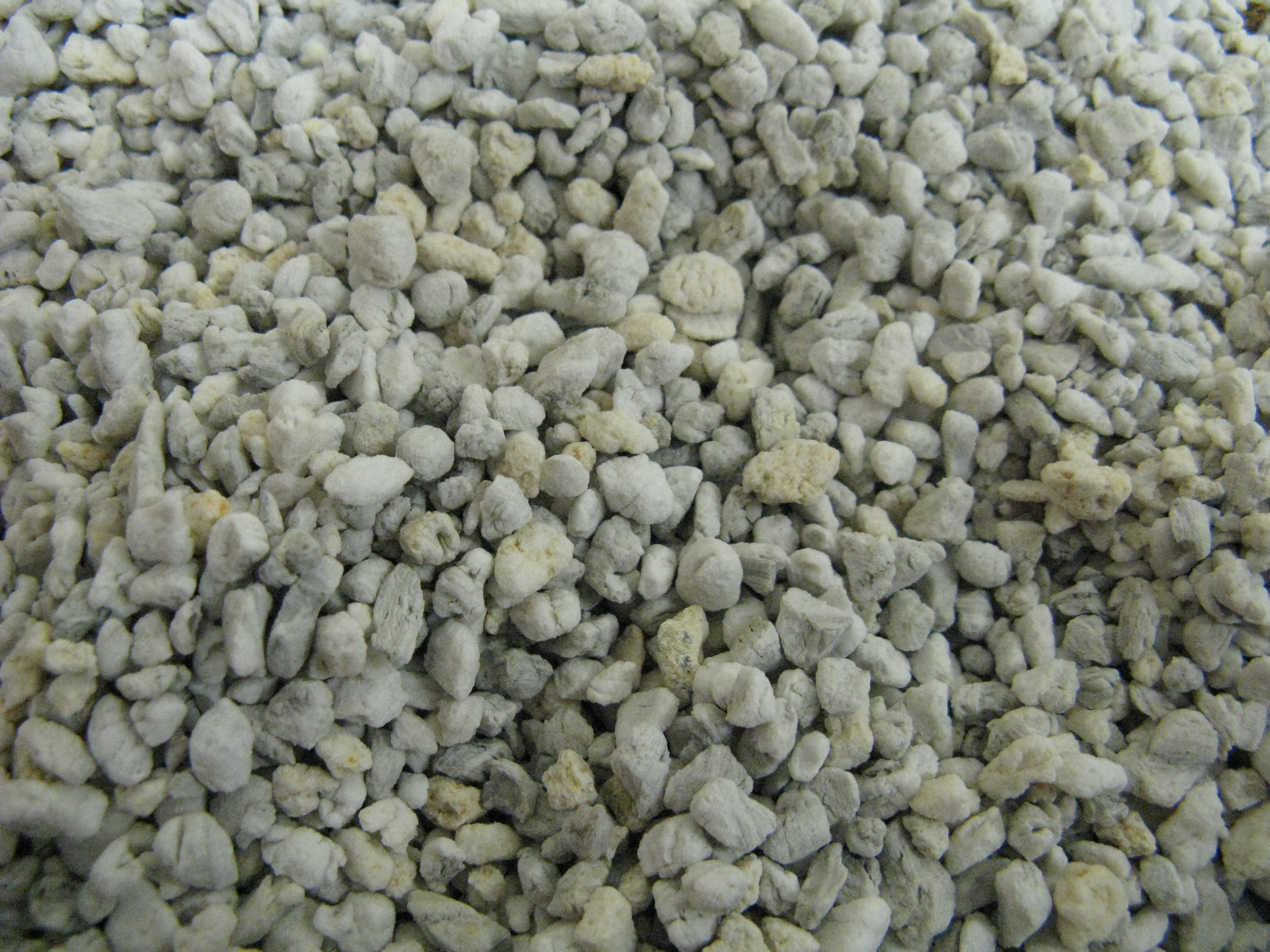
Un esempio di perlite

La perlite è un materiale espanso, utilizzato come aggregato leggero per la realizzazione di calcestruzzi leggeri, che si origina per riscaldamento di rocce vulcaniche del tipo dell'ossidiana.

Si presenta sotto forma di piccole sfere vetrose con dimensioni dell'ordine di 1 ÷ 2 mm.

Trova utilizzazione solo per elementi in cui non è richiesta un'alta resistenza meccanica a compressione.